# نزار حبيب الخيزران
نزار حبيب الخيزران وهو زعيم قبلي وسياسي عراقي. والده هو الشيخ حبيب الخيزران شيخ عام قبيلة العزة ومن قادة ثورة العشرين.
شغل منصب عضو في الجمعية الوطنية الانتقالية المؤقتة عامي 2004 و2005، وشغل منصب عضو في لجنة العلاقات الخارجية في الجمعية.
كما شغل منصب الأمين العام لمجلس أعيان العراق.